# 马西 (柔佛)
马西是一个马来西亚新山县的城鎮，泛指舊馬西路（Jalan Masai Lama）兩旁的區域，毗鄰巴西古當及新山巿。

## 設施
- 玄天上帝古廟[2]

## 交通
- 駕車駛經巴西古當高速公路到達
- 乘座和谐巴士（Muafakat Bus）P-301或P-303號到達[3]